# Макинтош (Алабама)
Макинтош (енгл. McIntosh) град је у америчкој савезној држави Алабама. По попису становништва из 2010. у њему је живело 238 становника.

## Демографија
Према попису становништва из 2010. у граду је живело 238 становника, што је 6 (2,5%) становника мање него 2000. године.
| Група             | 2000.       | 2010.       |
| Белци             | 134 (54,9%) | 88 (37,0%)  |
| Афроамериканци    | 105 (43,0%) | 132 (55,5%) |
| Азијати           | 0 (0,0%)    | 1 (0,4%)    |
| Хиспаноамериканци | 1 (0,4%)    | 7 (2,9%)    |
| Укупно            | 244         | 238         |